# Illesztő programtervezési minta
A számítástudományban az illesztő programtervezési minta (gyakran becsomagoló minta vagy csak egyszerűen csomagoló vagy illesztő) (angolul Adapter) egy programtervezési minta, amely lefordítja az egyik osztály interfészét egy kompatibilis másik interfészre. Egy illesztő lehetővé teszi olyan osztályok együttműködését, amelyek az inkompatibilis interfészeik miatt normálisan nem tudnának együttműködni, mindezt oly módon, hogy interfészt nyújt a kliensek számára, míg ő maga az eredeti interfészt használja. Az illesztő interfész hívásokat lefordítja az eredeti interfész hívásokra, tipikusan kis mennyiségű kód segítségével. Az illesztő felelős továbbá az adat megfelelő formátumba való áttranszformálásáért is. Például ha több boolean értéket tárolunk egyszerű integer-ként (azaz flag-ekként),  de a kliens önálló boolean értékeket igényel, az illesztő felelős a megfelelő értékek előállításáért az integer értékből és vissza. Egy másik példa a dátum formátumok transzformációi (pl. YYYYMMDD-t MM/DD/YYYY-é vagy DD/MM/YYYY-é alakítás).

## Definíció
Az illesztő  segíti két nem kompatibilis interfész együttműködését. Ez az illesztő valós életbeli definíciója. Az illesztő tervezési mintát akkor használjuk, amikor két különböző osztály nem kompatibilis interfészét szeretnénk együttműködésre bírni. Az elnevezés pusztán ennyit jelent. Az interfészek lehetnek nem kompatibilisek, de a belső funkcionalitás illeszkedik az igényekhez. Az illesztő minta lehetővé teszi a másként nem kompatibilis osztályok együttműködését azáltal, hogy konvertálja az egyik osztály interfészét a kliens által elvárt másik interfészébe.

## A Struktúra
Kétfajta illesztő minta lehetséges:

### Objektum illesztő minta
Ebben a típusú illesztő mintában az illesztő tartalmazza annak az osztálynak egy példányát, amelyet becsomagol. Ebben a helyzetben az illesztő hívásokat indít a becsomagolt példány objektum felé.

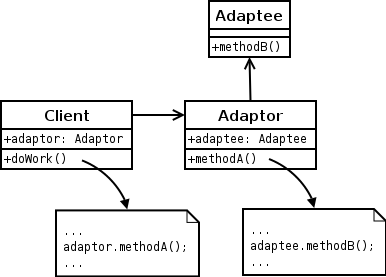
Az objektum illesztő minta UML-ben. Az illesztő elrejti az illesztett interfészét a kliens elől

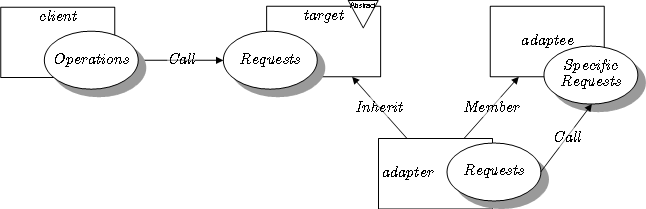
Az objektum illesztő minta LePUS3-ban

### Osztály illesztő minta
Ez a fajta illesztő több többalakú interfészt használ, hogy célját elérje. Az illesztő úgy készül, hogy megvalósítja vagy örökli mind várt interfészt, mind a már korábban létező interfészt.Tipikusan a várt interfész egy sima interfész osztály, különösen olyan programozási nyelvekben, mint a Java, amely nem támogatja a többszörös öröklődést.

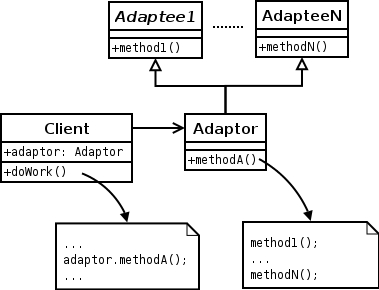
Az osztály illesztő minta UML-ben

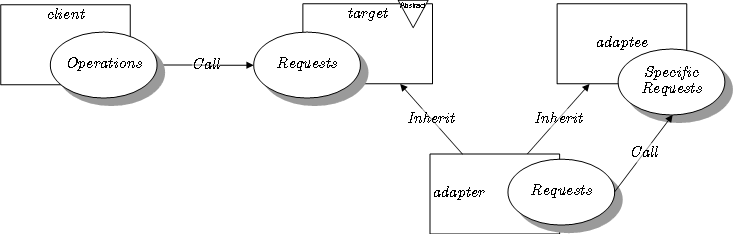
Az osztály illesztő minta LePUS3-ban

Az illesztő minta azokban az esetek hasznos, amikor egy már létező osztály biztosítja a számunkra szükséges néhány vagy az összes szolgáltatást, de nem használja azt, az interfészt, amire szükségünk van. Egy valós életből vett példa: egy illesztő, amely egy XML dokumentum DOM interfészét alakítja át egy megjeleníthető fa struktúrára. A cikk alján lévő listában megadjuk azokat a oktatási célzatú hivatkozásokat, amelyek az illesztő programtervezési mintát használják.

### A futásidejű illesztő minta további formái
A futásidejű illesztő mintának még a további formái ismertek:
Tegyük fel, hogy a classA-nak kell ellátnia a classB-t adatokkal pl. String adattal.
Erre egy fordítási idejű megoldás a következő:
```
classB
.
setStringData
(
classA
.
getStringData
());

```

Habár feltételezzük, hogy a string formátumú adat megváltoztatható.
Egy fordítási idejű megoldás az öröklődés használatára:
```
Format1ClassA
 
extends
 
ClassA
 
{

   
public
 
String
 
getStringData
()
 
{

      
return
 
format
(
toString
());

   
}

}

```

és  esetleg elkészíti a korrekt formátumú objektumot futásidőben a Gyár programtervezési minta segítségével.
Egy megoldás illesztők használatával a következő:
(i) Definiáljunk egy köztes "szolgáltató" interfészt, és  írjunk meg a szolgáltató implementációját, amely becsomagolja az adat forrást. Pl. ebben a példában ClassA, amely kiírja az adatokat a megfelelő formátumban:
```
public
 
interface
 
StringProvider
 
{

    
public
 
String
 
getStringData
();

}

public
 
class
 
ClassAFormat1
 
implements
 
StringProvider
 
{

    
private
 
ClassA
 
classA
 
=
 
null
;

    
public
 
ClassAFormat1
(
final
 
ClassA
 
A
)
 
{

        
classA
 
=
 
A
;

    
}

    
public
 
String
 
getStringData
()
 
{

        
return
 
format
(
classA
.
toString
());

    
}

}

```

(ii) Írjunk egy illesztő osztályt, amely visszatér a szolgáltató egy speciális megvalósításával:
```
public
 
class
 
ClassAFormat1Adapter
 
extends
 
Adapter
 
{

   
public
 
Object
 
adapt
(
final
 
Object
 
OBJECT
)
 
{

      
return
 
new
 
ClassAFormat1
((
ClassA
)
 
OBJECT
);

   
}

}

```

(iii) Regisztráljuk az Adapter-t a globális registry-ben, hogy az Adapter lookup-olni tudjon futásidőben:
```
AdapterFactory
.
getInstance
().
registerAdapter
(
ClassA
.
class
,
 
ClassAFormat1Adapter
.
class
,
 
"format1"
);

```

(iv) Abban az esetben, ha adatot szeretnénk küldeni a ClassA-ból a ClassB-ba, írjuk a következőt:
```
Adapter
 
adapter
 
=
 
AdapterFactory
.
getInstance
().
getAdapterFromTo
(
ClassA
.
class
,

    
StringProvider
.
class
,
 
"format1"
);

StringProvider
 
provider
 
=
 
(
StringProvider
)
 
adapter
.
adapt
(
classA
);

String
 
string
 
=
 
provider
.
getStringData
();

classB
.
setStringData
(
string
);

```

vagy rövidebben:
```
classB
.
setStringData
(((
StringProvider
)
 
AdapterFactory
.
getInstance
().
getAdapterFromTo
(
ClassA
.
class
,

    
StringProvider
.
class
,
 
"format1"
).
adapt
(
classA
)).
getStringData
());

```

(v) Akkor előnyösebb, ha az adatátvitelhez a 2. formátum az elvárt: meg kell keresni hozzá a különböző illesztőt/szolgáltatót:
```
Adapter
 
adapter
 
=
 
AdapterFactory
.
getInstance
().
getAdapterFromTo
(
ClassA
.
class
,

    
StringProvider
.
class
,
 
"format2"
);

```

(vi) Ha az elvárt viselkedés az, hogy a kimenet megkapható legyen a ClassA-ból, pl. képi adatként ClassC formájába: 
```
Adapter
 
adapter
 
=
 
AdapterFactory
.
getInstance
().
getAdapterFromTo
(
ClassA
.
class
,
 
ImageProvider
.
class
,

    
"format1"
);

ImageProvider
 
provider
 
=
 
(
ImageProvider
)
 
adapter
.
adapt
(
classA
);

classC
.
setImage
(
provider
.
getImage
());

```

(vii) Ezzel a módszerrel az illesztők és szolgáltatók használata biztosítja a ClassB-n és ClassC-n keresztül a többszörös "nézeteket" a ClassA-on az osztály hierarchia módosítása nélkül. Általánosan szólva így egy mechanizmus engedélyezhető önkényes adatfolyamokra az objektumok között, ami így utólagosan alkalmazható egy létező objektum hierarchiára.

### Az illesztő minta megvalósítása
Az illesztő minta megvalósításakor az egyértelműség kedvéért használjuk az [AdapteeClassName]To[Interface]Adapter osztály neveket, pl. DAOToProviderAdapter. Kell egy konstruktor metódus, aminek az illesztendő osztály változó paramétere. Ezt a paramétert fogja tovább adni a AdapteeClassName]To[Interface]Adapter példány változónak.
```
public
 
class
 
AdapteeToClientAdapter
 
implements
 
Client
 
{

    
private
 
final
 
Adaptee
 
instance
;

    
public
 
AdapteeToClientAdapter
(
final
 
Adaptee
 
instance
)
 
{

         
this
.
instance
 
=
 
instance
;

    
}

    
@Override

    
public
 
void
 
clientMethod
()
 
{

       
// call Adaptee's method(s) to implement Client's clientMethod

    
}

}

```

### Java
```
public
 
class
 
AdapteeToClientAdapter
 
implements
 
Adapter
 
{

    
private
 
final
 
Adaptee
 
instance
;

    
public
 
AdapteeToClientAdapter
(
final
 
Adaptee
 
instance
)
 
{

         
this
.
instance
 
=
 
instance
;

    
}

    
@Override

    
public
 
void
 
clientMethod
()
 
{

       
// call Adaptee's method(s) to implement Client's clientMethod

    
}

}

```

### Az illesztő minta C# megvalósítása
A következő példa az illesztő minta egy C# megvalósítást mutatja be. Ebben a példában IEmployee objektumok gyűjteményét (collection) készítjük el. Habár az employee (alkalmazott) megvalósítja az IEmployee-t, így természetesen hozzáadható a listához, de a Consultant (tanácsadó) osztály nem kötődik az IEmployee-hoz. Azért, hogy ez az osztály hozzáadható legyen ugyanahhoz a listához, el kell készíteni egy EmployeeAdapter nevű illesztő osztályt, amely becsomagolja a Consultant osztályt. Ez használja az IEmployee interfészt, ezáltal lehetővé téve, hogy hozzáadható legyen ugyanahhoz a listához.
```
using
 
System.Collections.Generic
;

class
 
Program

{

    
static
 
void
 
Main
(
string
[]
 
args
)

    
{

        
List
<
IEmployee
>
 
list
 
=
 
new
 
List
<
IEmployee
>
();

        
list
.
Add
(
new
 
Employee
(
"Tom"
));

        
list
.
Add
(
new
 
Employee
(
"Jerry"
));

        
list
.
Add
(
new
 
ConsultantToEmployeeAdapter
(
"Bruno"
));
  
//consultant from existing class

        
ShowHappiness
(
list
);

    
}

    
//*** Code below from the existing library does not need to be changed ***

    
static
 
void
 
ShowHappiness
(
List
<
IEmployee
>
 
list
)

    
{

        
foreach
 
(
IEmployee
 
i
 
in
 
list
)

            
i
.
ShowHappiness
();

    
}

}

//from the existing library, does not need to be changed

public
 
interface
 
IEmployee

{

    
void
 
ShowHappiness
();

}

public
 
class
 
Employee
 
:
 
IEmployee

{

    
private
 
string
 
name
;

    

    
public
 
Employee
(
string
 
name
)

    
{

        
this
.
name
 
=
 
name
;

    
}

    
void
 
IEmployee
.
ShowHappiness
()

    
{

        
Console
.
WriteLine
(
"Employee "
 
+
 
this
.
name
 
+
 
" showed happiness"
);

    
}

}

//existing class does not need to be changed

public
 
class
 
Consultant

{

    
private
 
string
 
name
;

    
public
 
Consultant
(
string
 
name
)

    
{

        
this
.
name
 
=
 
name
;

    
}

    
protected
 
void
 
ShowSmile
()

    
{

        
Console
.
WriteLine
(
"Consultant "
 
+
 
this
.
name
 
+
 
" showed smile"
);

    
}

}

public
 
class
 
ConsultantToEmployeeAdapter
:
 
Consultant
,
 
IEmployee

{

    
public
 
ConsultantToEmployeeAdapter
(
string
 
name
)
 
:
 
base
(
name
)

    
{

    
}

    
void
 
IEmployee
.
ShowHappiness
()

    
{

        
base
.
ShowSmile
();
  
//call the parent Consultant class

    
}

}

```

### Scala
```
implicit
 
def
 
adaptee2Adapter
(
adaptee
:
 
Adaptee
):
 
Adapter
 
=
 
{

  
new
 
Adapter
 
{

    
override
 
def
 
clientMethod
:
 
Unit
 
=
 
{

    
// call Adaptee's method(s) to implement Client's clientMethod */

    
}

  
}

}

```

## Fordítás
Ez a szócikk részben vagy egészben  az   Adapter pattern című angol Wikipédia-szócikk ezen változatának fordításán alapul.  Az eredeti cikk szerkesztőit annak laptörténete sorolja fel. Ez a jelzés csupán a megfogalmazás eredetét és a szerzői jogokat jelzi, nem szolgál a cikkben szereplő információk forrásmegjelöléseként.